# Статья 88 Уголовного кодекса РСФСР
Статья 88 Уголовного кодекса РСФСР 1960 года (на сленге валютчиков — «бабочки») «Нарушение правил о валютных операциях» предусматривала уголовное наказание за операции с иностранной валютой и валютными ценностями.

## Формулировка статьи
Нарушение правил о валютных операциях, а также спекуляция валютными ценностями или ценными бумагами - наказываются лишением свободы на срок от трех до восьми лет с конфискацией имущества  или без конфискации, с обязательной конфискацией валютных ценностей и ценных бумаг и со ссылкой на срок от двух до пяти лет или без ссылки.
Те же  действия, совершенные лицом, ранее судимым за преступления, предусмотренные настоящей статьей, а равно спекуляция валютными ценностями или ценными бумагами в крупных размерах  -  наказываются лишением свободы на срок от пяти до пятнадцати лет с конфискацией имущества и со ссылкой на срок от двух до пяти лет или без ссылки или смертной казнью с конфискацией имущества.

Аналогичные статьи были включены в уголовное законодательство других республик СССР.

## Эффект
Статья максимально ограничивала оборот наличной иностранной валюты среди граждан СССР. Обмен валюты, в том числе на другие ценности, являлся уголовно наказуемым деянием.
Статья активно использовалась органами КГБ СССР для пресечения шпионажа, подпольного предпринимательства, проституции.
Претерпевала ряд смягчений начиная с 1990 года. Окончательно отменена Федеральным законом Российской Федерации N 10-ФЗ от 1 июля 1994 года.
В действующем Уголовном кодексе Российской Федерации (1996) ст. 88 посвящена видам наказаний, назначаемым несовершеннолетним.

## В практике
Статья 88 использовалась в деле Рокотова и других.

## В литературе
Довлатов, С. Д. — Чемодан (1986).